# Заречный (Калужская область)
Заре́чный — село в Людиновском районе Калужской области России. Административный центр сельского поселения «Село Заречный».

## География
Село находится в юго-западной части Калужской области, в зоне хвойно-широколиственных лесов, к западу от реки Болва, при автодороге 29К-004, на расстоянии примерно 4 км (по прямой) к юго-западу от Людиново, административного центра района.

### Климат
Климат характеризуется как умеренно континентальный, с тёплым летом и умеренно морозной снежной зимой. Среднегодовая многолетняя температура воздуха составляет 4 — 4,6 °С. Средняя температура воздуха самого тёплого месяца (июль) — 18 °C (абсолютный максимум — 39 °C); самого холодного (январь) — −10 — −8,9 °C (абсолютный минимум — −46 °C). Безморозный период длится в среднем 149 дней. Среднегодовое количество атмосферных осадков составляет 654 мм, из которых 441 мм выпадает в период с апреля по октябрь. Снежный покров держится в течение 139 дней.

### Часовой пояс
Село Заречный, как и вся Калужская область, находится в часовой зоне МСК (московское время). Смещение применяемого времени относительно UTC составляет +3:00.

## Население
| 2002 | 2010 |
| ---- | ---- |
| 423  | ↘416 |

### Половой состав
По данным Всероссийской переписи населения 2010 года, в гендерной структуре населения мужчины составляли 44,2 %, женщины — соответственно 55,8 %.

### Национальный состав
Согласно результатам переписи 2002 года, в национальной структуре населения русские составляли 98 %.